# Craig Branch
Craig Branch (ur. 11 lutego 1977 w Sydney) – australijski narciarz alpejski, trzykrotny olimpijczyk.

## Kariera
Pierwszy raz na arenie międzynarodowej pojawił się podczas zawodów FIS Race 28 sierpnia 1994 w australijskim Thredbo. Zajął tam 8. miejsce w supergigancie. W Pucharze Świata zadebiutował 10 stycznia 1999 roku w austriackim Flachau. Nie były to udane zawody dla niego, ponieważ nie ukończył pierwszego przejazdu. Pierwsze pucharowe punkty zdobył 15 grudnia 2007 roku w Val Gardenie, gdzie zajął 27. miejsce w zjeździe. W całej swojej karierze trzykrotnie zdobywał punkty do pucharowej klasyfikacji.
Trzykrotnie, w latach 2002, 2006 i 2010, startował na zimowych igrzyskach olimpijskich. Najlepszy wynik uzyskał na swoich pierwszych igrzyskach w Salt Lake City w 2002 roku. Tam w zjeździe uplasował się na 27. lokacie.
Kilkukrotny uczestnik mistrzostw świata i mistrzostw świata juniorów.

## Osiągnięcia

### Igrzyska olimpijskie
| Miejsce | Dzień     | Rok  | Miejscowość    | Konkurencja | Czas biegu  | Strata  | Zwycięzca           |
| ------- | --------- | ---- | -------------- | ----------- | ----------- | ------- | ------------------- |
| 45.     | 10 lutego | 2002 | Salt Lake City | Zjazd       | 1:45,34 min | +6,21 s | Fritz Strobl        |
| DSQ     | 13 lutego | 2002 | Salt Lake City | Kombinacja  | -           | -       | Kjetil André Aamodt |
| 27.     | 16 lutego | 2002 | Salt Lake City | Supergigant | 1:27,15 min | +5,57 s | Kjetil André Aamodt |
| 32.     | 12 lutego | 2006 | Turyn          | Zjazd       | 1:52,55 min | +3,75 s | Antoine Dénériaz    |
| 34.     | 15 lutego | 2010 | Vancouver      | Zjazd       | 1:57,19 min | +2,88 s | Didier Défago       |
| 29.     | 19 lutego | 2010 | Vancouver      | Supergigant | 1:32,89 min | +2,55 s | Aksel Lund Svindal  |

### Mistrzostwa świata
| Miejsce | Dzień       | Rok  | Miejscowość          | Konkurencja | Czas biegu  | Strata   | Zwycięzca            |
| ------- | ----------- | ---- | -------------------- | ----------- | ----------- | -------- | -------------------- |
| 34.     | 2 lutego    | 1999 | Vail/Beaver Creek    | Supergigant | 1:18,26 min | +3,73 s  | Lasse Kjus           |
| 26.     | 6 lutego    | 1999 | Vail/Beaver Creek    | Zjazd       | 1:46,06 min | +5,46 s  | Hermann Maier        |
| DNF1    | 12 lutego   | 1999 | Vail/Beaver Creek    | Gigant      | -           | -        | Lasse Kjus           |
| 37.     | 30 stycznia | 2001 | St. Anton am Arlberg | Supergigant | 1:26,08 min | +4,62 s  | Daron Rahlves        |
| 14.     | 5 lutego    | 2001 | St. Anton am Arlberg | Kombinacja  | 3:16,70 min | +18,45 s | Kjetil André Aamodt  |
| 26.     | 7 lutego    | 2001 | St. Anton am Arlberg | Zjazd       | 1:43,85 min | +5,11 s  | Hannes Trinkl        |
| 28.     | 8 lutego    | 2001 | St. Anton am Arlberg | Gigant      | 2:37,23 min | +13,43 s | Michael von Grünigen |
| 36.     | 2 lutego    | 2003 | Sankt Moritz         | Supergigant | 1:43,84 min | +5,04 s  | Stephan Eberharter   |
| 32.     | 8 lutego    | 2003 | Sankt Moritz         | Zjazd       | 1:47,16 min | +3,62 s  | Michael Walchhofer   |
| 38.     | 29 stycznia | 2005 | Bormio               | Supergigant | 1:31,62 min | +4,07 s  | Bode Miller          |
| 35.     | 4 lutego    | 2009 | Val d’Isère          | Supergigant | 1:26,22 min | +6,81 s  | Didier Cuche         |

### Mistrzostwa świata juniorów
| Miejsce | Dzień     | Rok  | Miejscowość | Konkurencja | Czas biegu  | Strata  | Zwycięzca          |
| ------- | --------- | ---- | ----------- | ----------- | ----------- | ------- | ------------------ |
| 36.     | 16 marca  | 1995 | Voss        | Zjazd       | 1:45,71 min | +4,52 s | Kurt Sulzenbacher  |
| DNF2    | 19 marca  | 1995 | Voss        | Slalom      | -           | -       | Florian Seer       |
| DNF1    | 21 marca  | 1995 | Voss        | Gigant      | -           | -       | Christoph Gruber   |
| 16.     | 27 lutego | 1996 | Schwyz      | Supergigant | 1:28,32 min | +1,56 s | Didier Défago      |
| 19.     | 27 lutego | 1996 | Schwyz      | Zjazd       | 1:34,04 min | +2,96 s | Ambrosi Hoffmann   |
| DNF2    | 1 marca   | 1996 | Schwyz      | Gigant      | -           | -       | Rainer Schönfelder |
| DNF1    | 3 marca   | 1996 | Schwyz      | Slalom      | -           | -       | Benjamin Raich     |

### Puchar Świata

#### Miejsca w klasyfikacji generalnej
- sezon 2007/2008: 135.
- sezon 2009/2010: 149.